# Thomas Welsh (remero)
Thomas Welsh (Filadelfia, 6 de mayo de 1977) es un deportista estadounidense que compitió en remo.
Ganó dos medallas de oro en el Campeonato Mundial de Remo, en los años 1999 y 1999. Participó en los Juegos Olímpicos de Sídney 2000, ocupando el quinto lugar en la prueba de ocho con timonel.

## Palmarés internacional
| Campeonato Mundial | Campeonato Mundial      | Campeonato Mundial | Campeonato Mundial |
| Año                | Lugar                   | Medalla            | Prueba             |
| ------------------ | ----------------------- | ------------------ | ------------------ |
| 1998               | Colonia (Alemania)      | Medalla de oro     | Ocho con timonel   |
| 1999               | St. Catharines (Canadá) | Medalla de oro     | Ocho con timonel   |